# Русский Стандарт (водка)

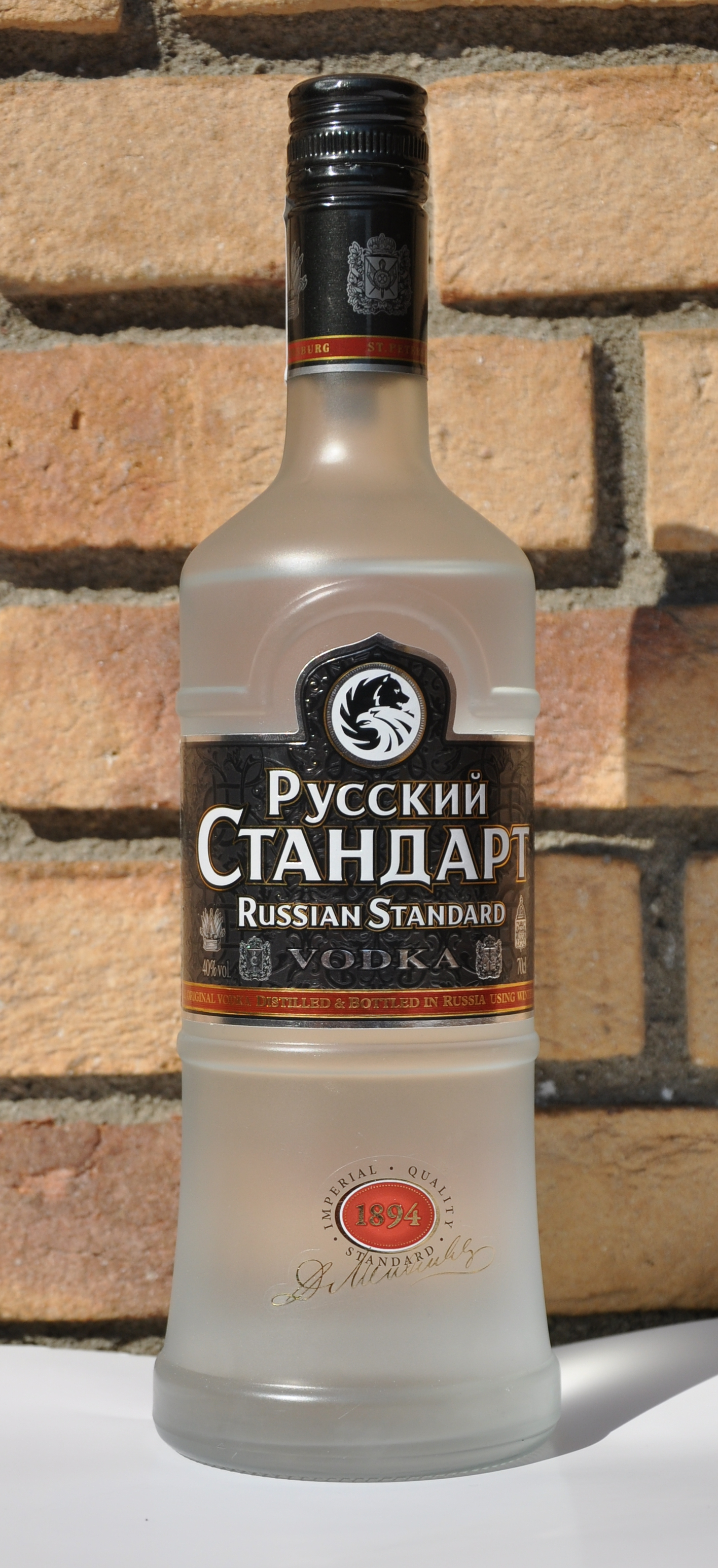
Бутылка

Русский Стандарт Водка (ООО «Русский Стандарт Водка») — российская компания, производитель крепких алкогольных напитков.
Входит в состав холдинга Roust, который является частью холдинга «Русский стандарт».
Алкогольное направление холдинга объединяет:
- Открытый в 2006 году завод в Санкт-Петербурге производительностью 3,6 млн дал или 4 млн 9-литровых коробов в год (ООО «Русский стандарт водка»).
- Дистрибуционный центр в Санкт-Петербурге общей площадью 8 900 м2, находящийся менее чем в 1 км от завода.
- Дистрибуторское ЗАО «Руст Инк», продающее собственные («Русский стандарт», «Spider») и агентские (Remy Martin, Jagermeister, Metaxa, Offley, The Whyte and Mackey, The Dalmore и др.) алкогольные бренды холдинга на территории России.
- Собственное спиртовое производство на заводе «Буинский» в респ. Татарстан. В 2011 году на спиртовом заводе в Буинске планируется масштабная модернизация с планируемым объёмом инвестиций порядка 8—10 миллионов долларов.

Выручка алкогольного направления холдинга в 2007 году, по данным компании, $480 млн. По данным «Бизнес Аналитики», доля бренда «Русский стандарт» в суперпремиальном сегменте рынка водки (дороже 320 руб. за 0,5 л) в 2011 г. составила порядка 50 %, «Spider» — около 5 % (доли по стоимости).

## Марки
- Премиальные — «Русский стандарт Original», «Русский стандарт Platinum», «Русский стандарт Gold».
- Суперпремиальная — «IMPERIA».